# Казимир Маљевич
Казимир Северинович Маљевич (Кијев, 23. фебруар [по јулијанском 11. фебруар] 1879. — Лењинград, 15. мај 1935) био је руски сликар и теоретичар уметности. Маљевич је био пионир геометријске апстрактне форме и један од најважнијих припадника руске авангарде. Представник је руског конструктивизма и супрематизма а био је под утицајем француског неоимпресионизма, фовизма и кубизма.
Рођен у Кијеву у етничкој пољској породици, његов концепт супрематизма је настојао да развије облик изражавања који се удаљио што је могуће даље од света природних форми (објективности) и предмета како би приступио „превласти чистог осећања“ и духовности. Маљевич се такође сматра делом украјинске авангарде (заједно са Александром Архипенком, Соњом Делоне, Александром Екстер и Давидом Бурљуком) коју су обликовали уметници рођени у Украјини, који су прво радили у Украјини, а касније на географском распону између Европе и Америке.
У почетку, Маљевич је радио у различитим стиловима, брзо асимилујући покрете импресионизма, симболизма и фовизма, а након посете Паризу 1912, кубизма. Постепено поједностављујући свој стил, развио је приступ са кључним радовима који се састоје од чистих геометријских облика и њихових међусобних односа, постављених на минималним основама. Његов Црни квадрат (1915), црни квадрат на белом, представљао је најрадикалнију апстрактну слику до сада створену и повукао је „непрелазну линију (...) између старе уметности и нове уметности“; Супрематичка композиција: Бело на белом (1918), једва диференциран сивобели квадрат који се наслања на прљаво бело тло, довео би његов идеал чисте апстракције до свог логичног краја. Поред својих слика, Маљевич је у писаном облику изложио своје теорије, као што су „Од кубизма и футуризма до супрематизма“ (1915) и Необјективни свет: манифест супрематизма (1926).
Маљевичева путања је на много начина одражавала метеж деценија око Октобарске револуције (О.С.) 1917. године. Непосредно након тога, авангардне покрете као што су супрематизам и конструктивизам Владимира Татлина подстицале су троцкистичке фракције у влади. Маљевич је био на неколико истакнутих професорских позиција и имао је самосталну изложбу на Шеснаестој државној изложби у Москви 1919. Његово признање се проширило на Запад самосталним изложбама у Варшави и Берлину 1927. Од 1928. до 1930. предавао је на Кијевском уметничком институту, са Александром Богомазовим, Виктором Палмовим, Владимиром Татлином и објавио своје чланке у харковском часопису Нова Генерација. Али почетак репресије у Украјини против интелигенције приморао је Маљевича да се врати у данашњи Санкт Петербург. Од почетка 1930-их модерна уметност пада у немилост нове владе Јосифа Стаљина. Маљевич је убрзо изгубио своју професорску функцију, уметничка дела и рукописи су заплењени, а забрањено му је да ствара уметност. Године 1930, био је у затвору на два месеца због сумњи које је изазвао његов пут у Пољску и Немачку. Приморан да напусти апстракцију, сликао је у репрезентативном стилу у годинама пре смрти од рака 1935, у 56. години.
Без обзира на то, његова уметност и његово писање утицали су на савременике као што су Ел Лисицки, Љубов Попова и Александар Родченко, као и на генерације каснијих апстрактних уметника, као што су Ед Рејнхардт и минималисте. Он је постхумно слављен значајним изложбама у Музеју модерне уметности (1936), Гугенхајм музеју (1973) и Стеделијк музеју у Амстердаму (1989), који има велику колекцију његових дела. Током 1990-их, његови наследници су почели да оспоравају власништво музеја над многим Маљевичевим делима.

## Биографија
Рођен је у Кијеву у Украјини. Родитељи су му били Пољаци. Отац му је био менаџер фабрике шећера. Казимир је био први од четрнаесторо деце. Само деветоро деце је преживело детињство. Његова породица се често селила, тако да је велик део детињства провео у селима Украјине. Студирао је цртање у Кијеву од 1895. до 1896.
У Москву се преселио 1904. Студирао је на московској школи за сликање, скулптуру и архитектуру од 1904. до 1910, а и у атељеу Фјодора Рерберга. Суделује 1911. заједно са Владимиром Татлином на другој изложби групе Савез младих у Санкт Петербургу. На трећој изложби учествује 1912.
Излаже 1914. у Паризу у салону независних заједно са Александром Архипенком, Соњом Делонај, Александром Екстером и Вадимом Мелером. Током 1915. публикује манифест "Од кубизма до супрематизма", а од 1915. до 1916. ради са другим супрематистичким уметницима у једном селу. Суделује у Москви 1916—1917. на изложбама групе у којој су Натан Алтман, Давид Бурлиук и А. Екстер.
После раних експеримената са различитим модернистичким стиловима, укључујући кубизам и футуризам Малевич је започео рад на апстрактним, необјектним узорцима и оснивајући покрет који је добио име супрематизам. Најчувенији примери супрематизма су Црни квадрат(1915) и Бело на белом (1918).
Био је члан комисије за заштиту споменика (1918—1919). Предавао је на Витебској практичној уметничкој школи (1919—1922), на лењинградској уметничкој академији (1922—1927), на кијевском уметничком институту (1927—1929) и поново у Лењинграду 1930.
Путује 1927. у Варшаву, па онда у Немачку на ретроспективу његових дела. Та ретроспектива му је донела светску славу. Тада је успео да остави већину својих дела на Западу, што је помогло да се та дела очувају за разлику од дела која су остала у Совјетском Савезу. Стаљинстички режим је временом променио свој однос према уметности и почео је прогањати „модернистичку буржоаску уметност“. Многа Малевичева дела су конфисковали или уништили, а Малевич умире 1935. у Лењинграду у беди.

## Галерија
- Аутопортрет, 1933.
- Оштрач ножева, 1912. - 1913.
- Црни супрематски квадрат
- Крајолик са жутом кућом, 1906.
- Црни Круг
- Енглез у Москви, 1914.
- Супрематистичка композиција, 1916.
- Бело на бело, 1918.
- Црни Квадрат
- Супрематизам, 1920.-1921.
- Зима, 1909.
- Летњи крајолик, 1929.
- Косач, 1930.
- Дечак, 1928.-1932.
- Црвена коњица, 1928-1932